# Équipe cycliste Felt Felbermayr

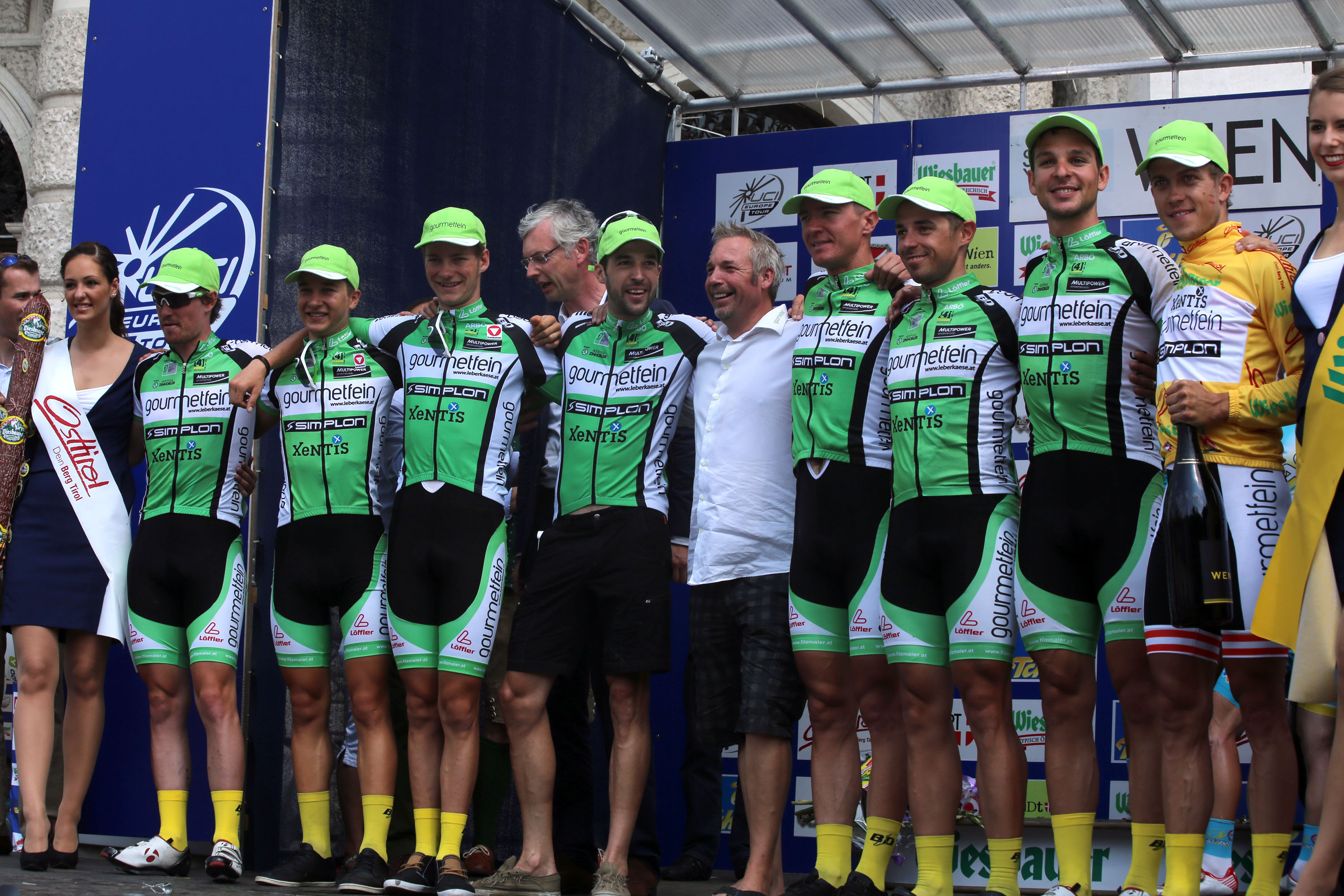
L'équipe lors du Tour d'Autriche 2013

L'équipe cycliste Felt Felbermayr est une équipe cycliste autrichienne, active entre 2014 et 2024. Durant son existence, elle participe aux circuits continentaux de cyclisme et en particulier l'UCI Europe Tour.

## Histoire de l'équipe
L'équipe est fondée en 2004 sous le nom de Radclub-Resch & Frisch Eybl Wels et dispose d'une licence d'équipe continentale UCI  (troisième division) depuis 2005. De 2015 à 2023, elle court sous le nom de Team Felbermayr Simplon Wels. En 2024, elle prend le nom de Team Felt Felbermayr. En avril 2024, il est annoncé que l'équipe ambitionne de demander une licence d'UCI ProTeam (deuxième division). Cependant, alors que la formation autrichienne est l'équipe européenne de troisième division la mieux classée au classement UCI, elle annonce avoir perdu son sponsor principal et devoir stopper ses activités.

## Principales victoires

### Courses d'un jour
- Tobago Cycling Classic : Riccardo Zoidl (2011)
- Raiffeisen Grand Prix : Riccardo Zoidl (2013) et Gregor Mühlberger (2015)
- Grand Prix Kranj : Lukas Pöstlberger (2013)
- Croatie-Slovénie : Riccardo Zoidl (2013) et Jannik Steimle (2016)
- Grand Prix de Sarajevo: Matej Marin (2014)
- Grand Prix Laguna : Michael Gogl (2015)
- Grand Prix Izola : Gregor Mühlberger (2015)
- Trofeo Banca Popolare di Vicenza : Felix Großschartner (2015)
- Mémorial Henryk Łasak : Michael Kukrle (2023)
- Mémorial Jana Magiery : Michael Kukrle (2023)
- Classique de l'Île Maurice : Patryk Stosz (2024)

### Courses par étapes
- Istrian Spring Trophy : Markus Eibegger (2012)
- Circuit des Ardennes : Riccardo Zoidl (2013)
- Tour de Bretagne : Riccardo Zoidl (2013)
- Tour de Haute-Autriche : Riccardo Zoidl (2013), Patrick Konrad (2014), Gregor Mühlberger (2015) et Stephan Rabitsch (2016, 2017 et 2018)
- Tour d'Autriche : Riccardo Zoidl (2013)
- Rhône-Alpes Isère Tour : Matija Kvasina (2014), Stephan Rabitsch (2018), Matthias Krizek (2019)
- Tour d'Azerbaïdjan : Markus Eibegger (2016)
- Tour de Savoie Mont-Blanc : Riccardo Zoidl (2018)
- Czech Cycling Tour : Riccardo Zoidl (2018)
- Paris-Arras Tour : Stephan Rabitsch (2018)
- Tour de Maurice : Piotr Brożyna (2024)

### Championnats nationaux
- Championnats d'Autriche sur route : 4
  - Course en ligne : 2012 (Lukas Pöstlberger), 2013 (Riccardo Zoidl)
  - Contre-la-montre : 2012 (Riccardo Zoidl) et 2015 (Gregor Mühlberger)
- Championnats de Croatie sur route : 2
  - Contre-la-montre : 2013 et 2015 (Matija Kvasina)

## Classements UCI
En 2004 le classement UCI par équipes est divisé entre GSI, GSII et GSIII. L'équipe est classée en GSIII durant cette période. Les classements détaillés ci-dessous sont ceux de l'équipe en fin de saison. Les coureurs demeurent en revanche dans un classement unique.
| Saison | Classement par équipes | Meilleur coureur au classement individuel |
| ------ | ---------------------- | ----------------------------------------- |
| 2004   | 47e (GSIII)            | Maurizio Vandelli (599e)                  |

Depuis 2005, l'équipe participe aux circuits continentaux et principalement à des épreuves de l'UCI Europe Tour. Les tableaux ci-dessous présentent les classements de l'équipe sur les différents circuits, ainsi que son meilleur coureur au classement individuel.
UCI America Tour
| UCI America Tour | UCI America Tour       | UCI America Tour                          | UCI America Tour |
| Année            | Classement par équipes | Meilleur coureur au classement individuel |                  |
| ---------------- | ---------------------- | ----------------------------------------- | ---------------- |
| 2012             | 27e                    | Riccardo Zoidl (70e)                      |                  |
| 2022             | -                      | Jack Burke (266e)                         |                  |
|                  |                        |                                           |                  |
| Source : UCI     |                        |                                           |                  |

UCI Asia Tour
| UCI Asia Tour | UCI Asia Tour          | UCI Asia Tour                             | UCI Asia Tour |
| Année         | Classement par équipes | Meilleur coureur au classement individuel |               |
| ------------- | ---------------------- | ----------------------------------------- | ------------- |
| 2014          | 71e                    | Mario Schoibl (230e)                      |               |
| 2016          | 88e                    | Daniel Auer (512e)                        |               |
|               |                        |                                           |               |
| Source : UCI  |                        |                                           |               |

UCI Europe Tour
| UCI Europe Tour | UCI Europe Tour        | UCI Europe Tour                           | UCI Europe Tour |
| Année           | Classement par équipes | Meilleur coureur au classement individuel |                 |
| --------------- | ---------------------- | ----------------------------------------- | --------------- |
| 2005            | 97e                    | Maurizio Vandelli (462e)                  |                 |
| 2006            | 98e                    | Marco Oreggia (571e)                      |                 |
| 2007            | 98e                    | Mario Höller (712e)                       |                 |
| 2008            | 107e                   | Michael Pichler (812e)                    |                 |
| 2009            | 80e                    | Martin Riška (381e)                       |                 |
| 2010            | 87e                    | Rupert Probst (567e)                      |                 |
| 2011            | 85e                    | Riccardo Zoidl (301e)                     |                 |
| 2012            | 51e                    | Riccardo Zoidl (206e)                     |                 |
| 2013            | 5e                     | Riccardo Zoidl (1er)                      |                 |
| 2014            | 28e                    | Patrick Konrad (58e)                      |                 |
| 2015            | 21e                    | Gregor Mühlberger (28e)                   |                 |
| 2016            | 32e                    | Markus Eibegger (75e)                     |                 |
| 2017            | 42e                    | Riccardo Zoidl (195e)                     |                 |
| 2018            | 30e                    | Riccardo Zoidl (69e)                      |                 |
| 2019            | 84e                    | Matthias Krizek (639e)                    |                 |
| 2020            | 53e                    | Filippo Fortin (338e)                     |                 |
| 2021            | 48e                    | Riccardo Zoidl (353e)                     |                 |
| 2022            | 101e                   | Moran Vermeulen (1385e)                   |                 |
| 2023            | 55e                    | -                                         |                 |
|                 |                        |                                           |                 |
| Source : UCI    |                        |                                           |                 |

L'équipe est également classée au Classement mondial UCI qui prend en compte toutes les épreuves UCI et concerne toutes les équipes UCI.
| Classement mondial | Classement mondial     | Classement mondial                        | Classement mondial |
| Année              | Classement par équipes | Meilleur coureur au classement individuel |                    |
| ------------------ | ---------------------- | ----------------------------------------- | ------------------ |
| 2016               | -                      | Markus Eibegger (205e)                    |                    |
| 2017               | -                      | Riccardo Zoidl (383e)                     |                    |
| 2018               | -                      | Riccardo Zoidl (190e)                     |                    |
| 2019               | 146e                   | Matthias Krizek (878e)                    |                    |
| 2020               | 85e                    | Filippo Fortin (414e)                     |                    |
| 2021               | 75e                    | Riccardo Zoidl (427e)                     |                    |
| 2022               | 185e                   | Jack Burke (1749e)                        |                    |
| 2023               | 103e                   | Michael Kukrle (578e)                     |                    |
| 2024               | 33e                    | Patryk Stosz (408e)                       |                    |
|                    |                        |                                           |                    |
| Source : UCI       |                        |                                           |                    |

## Saisons précédentes

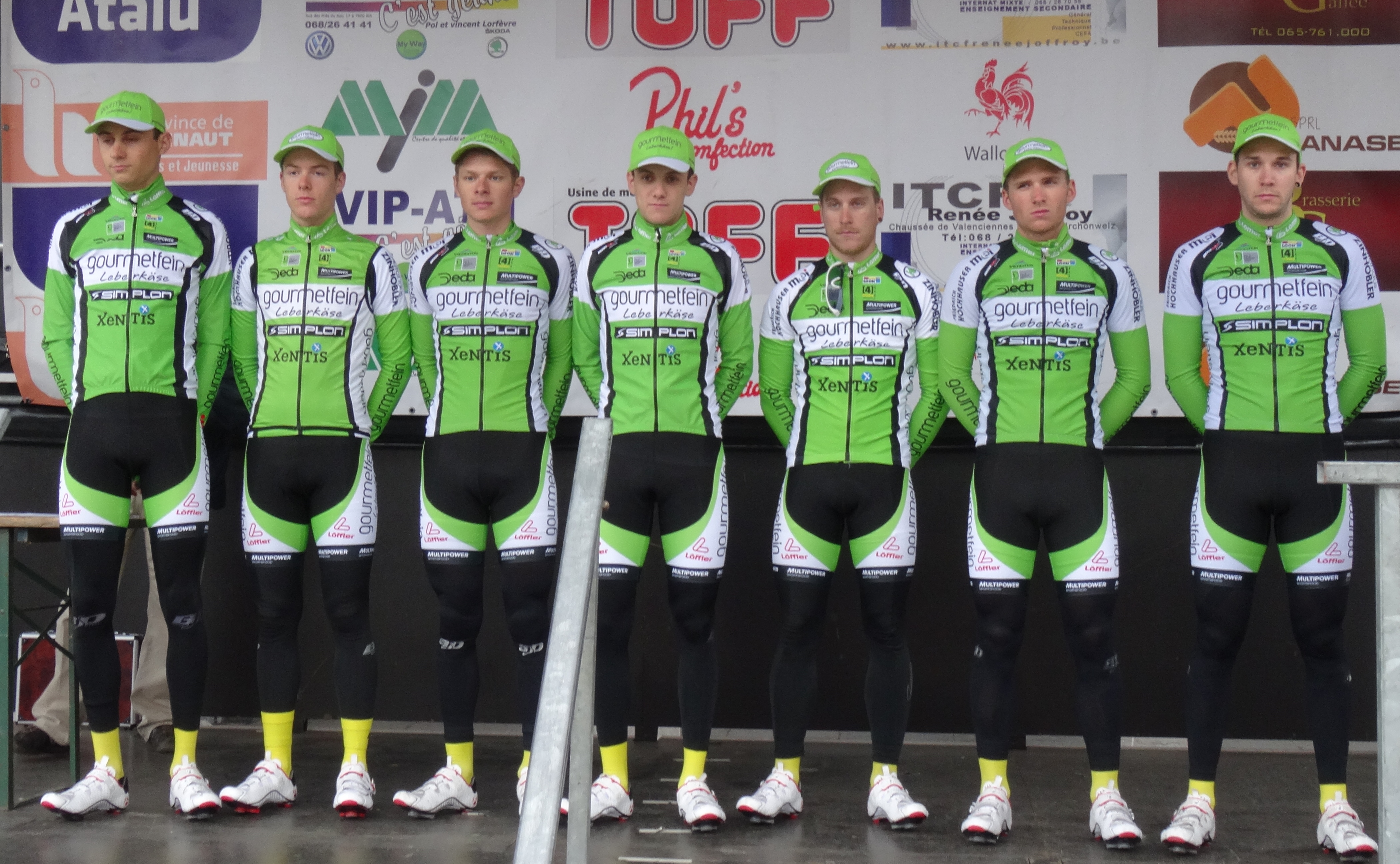
Lukas Zeller, Johannes Windischbauer, Sebastian Schönberger, Patrick Konrad, Paul Illenberger, Daniel Biedermann et Mario Schoibl lors du Triptyque des Monts et Châteaux 2014.

Portraits
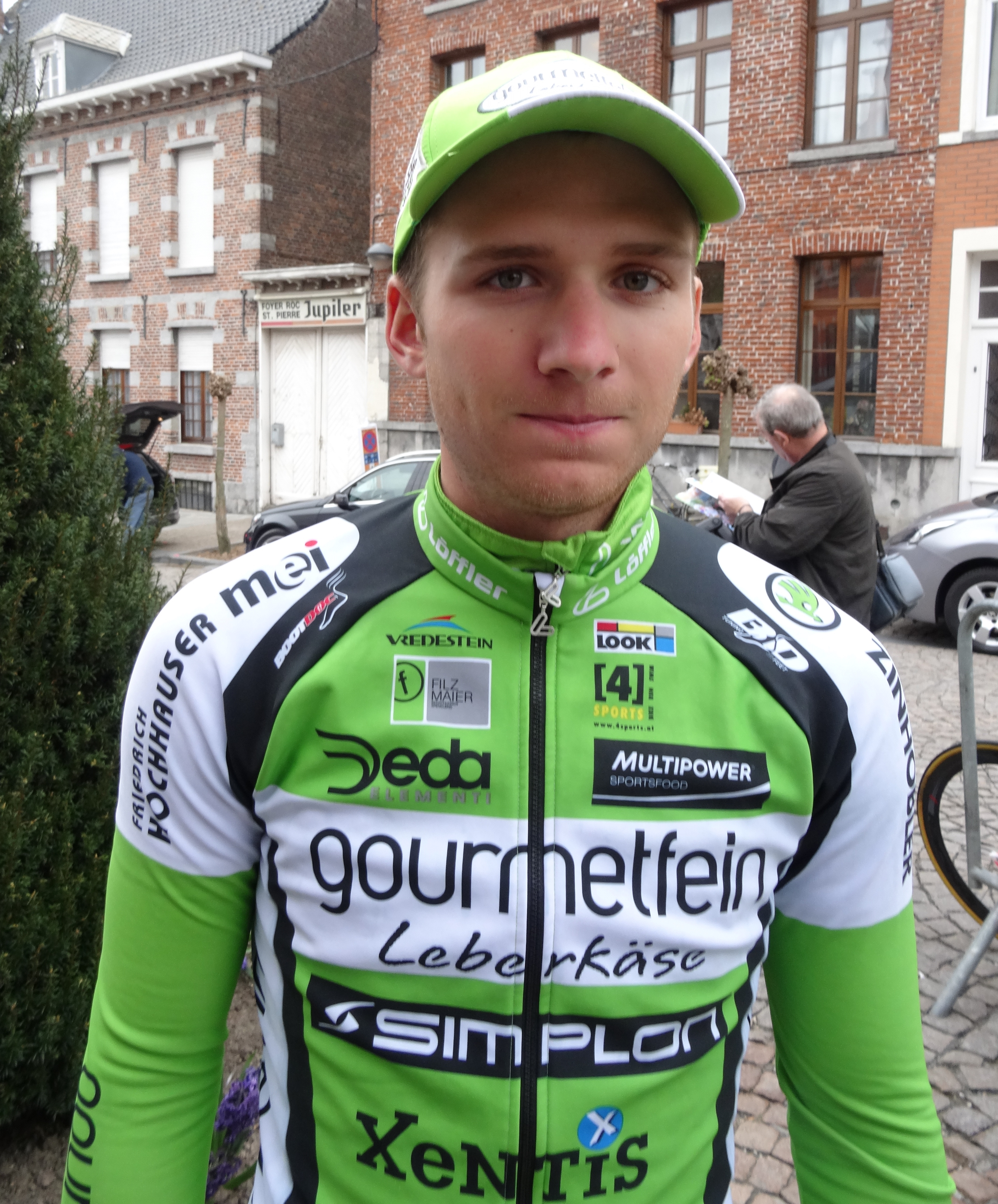
Daniel Biedermann.
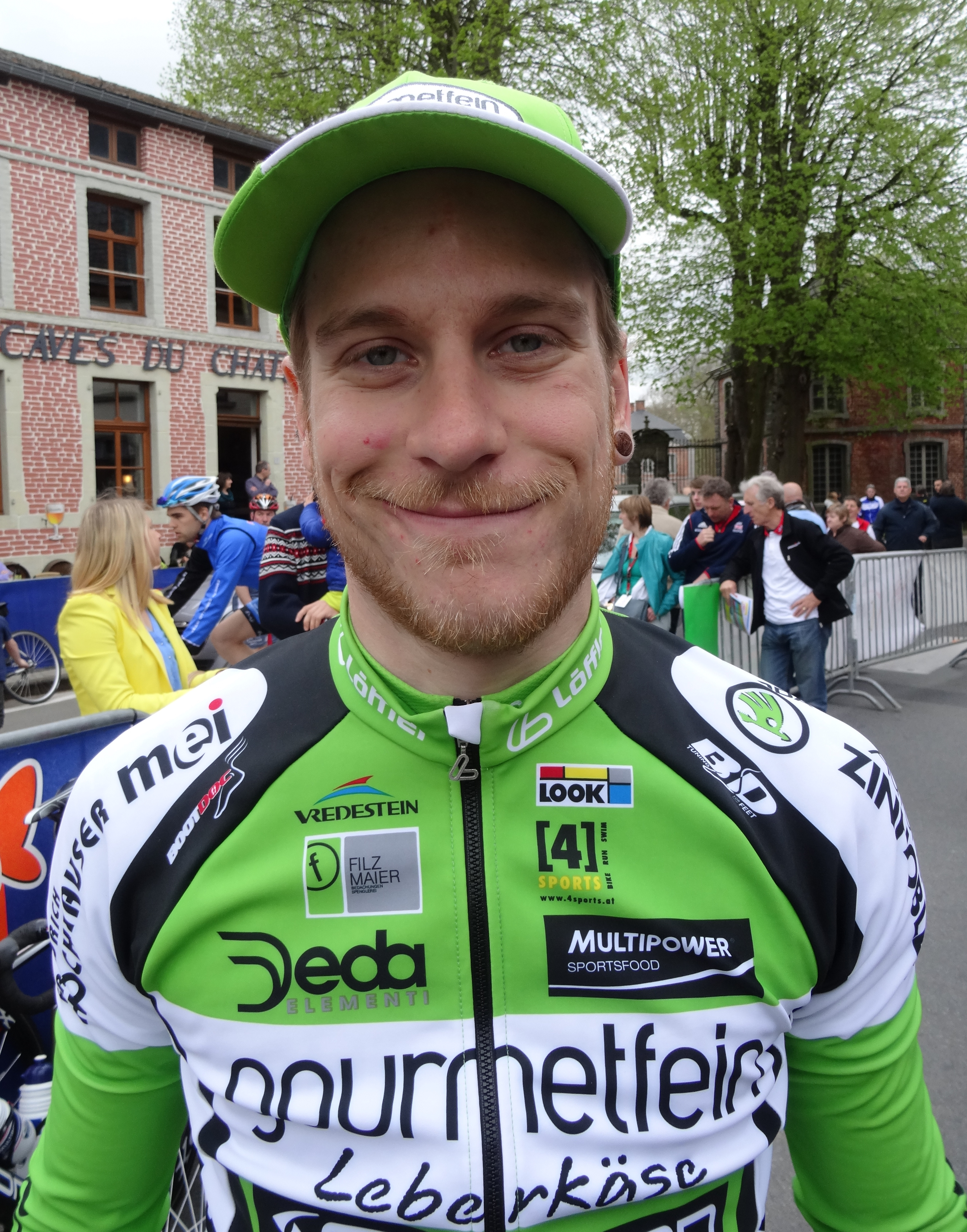
Paul Illenberger.
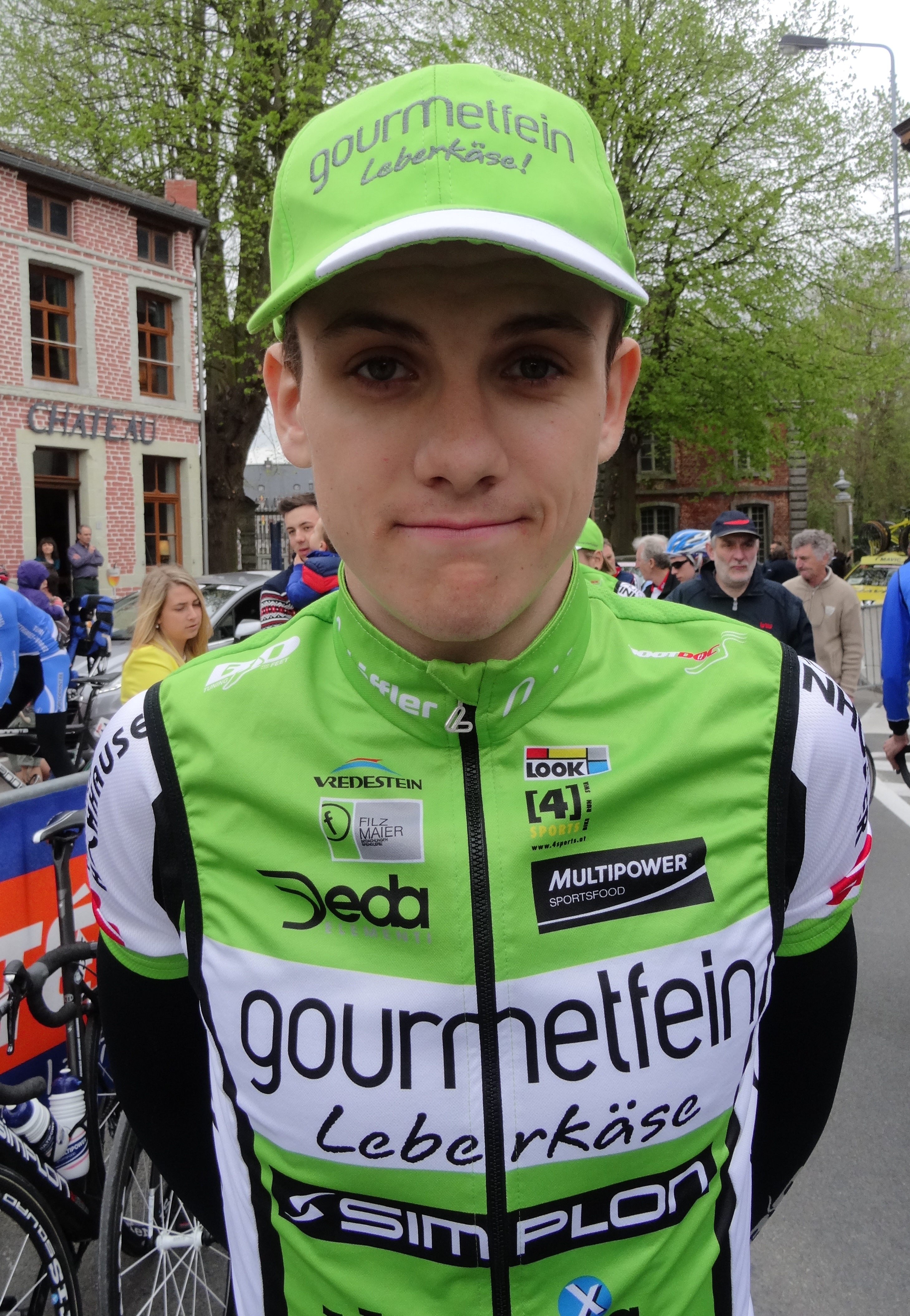
Patrick Konrad.
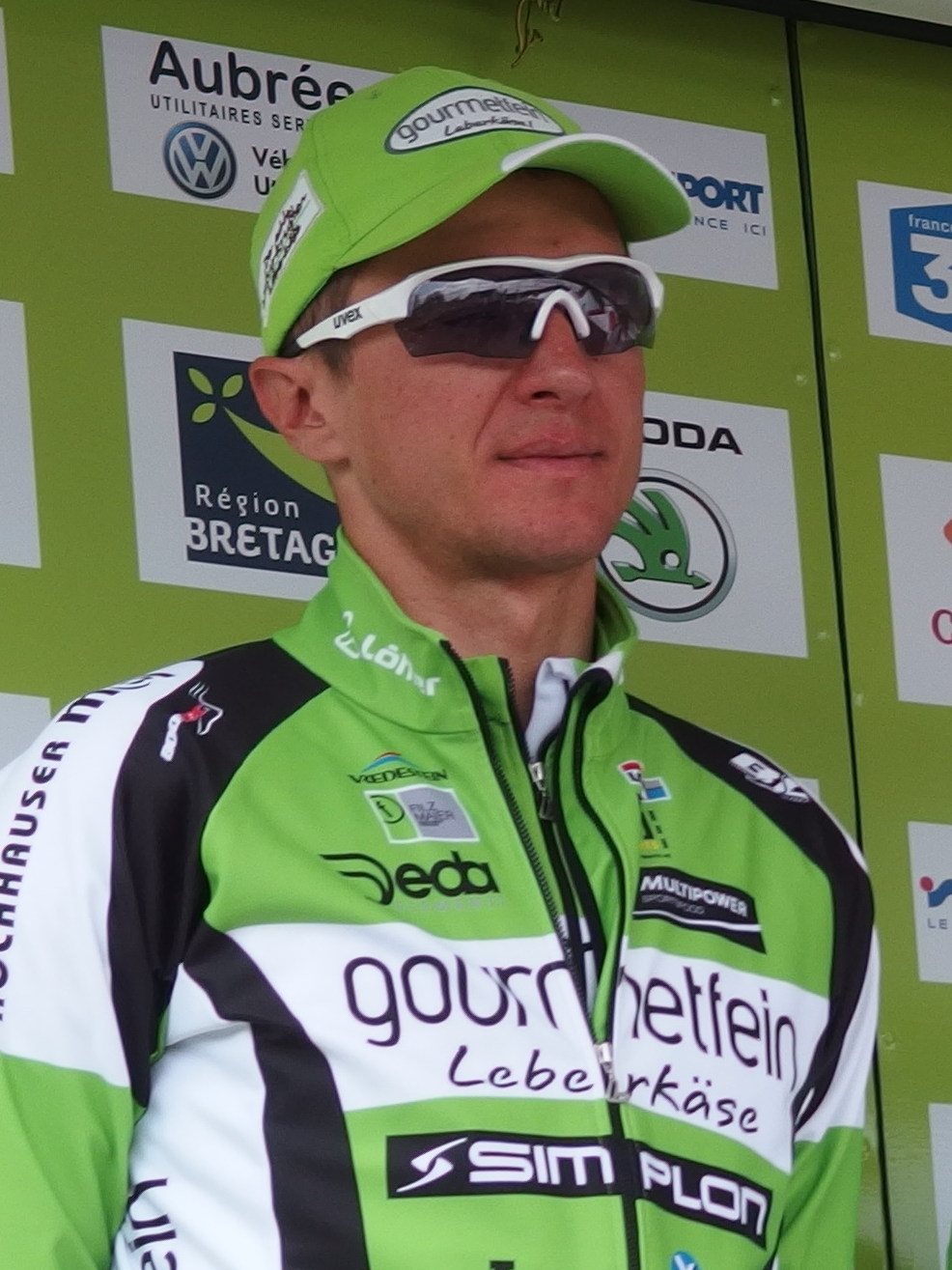
Matija Kvasina.
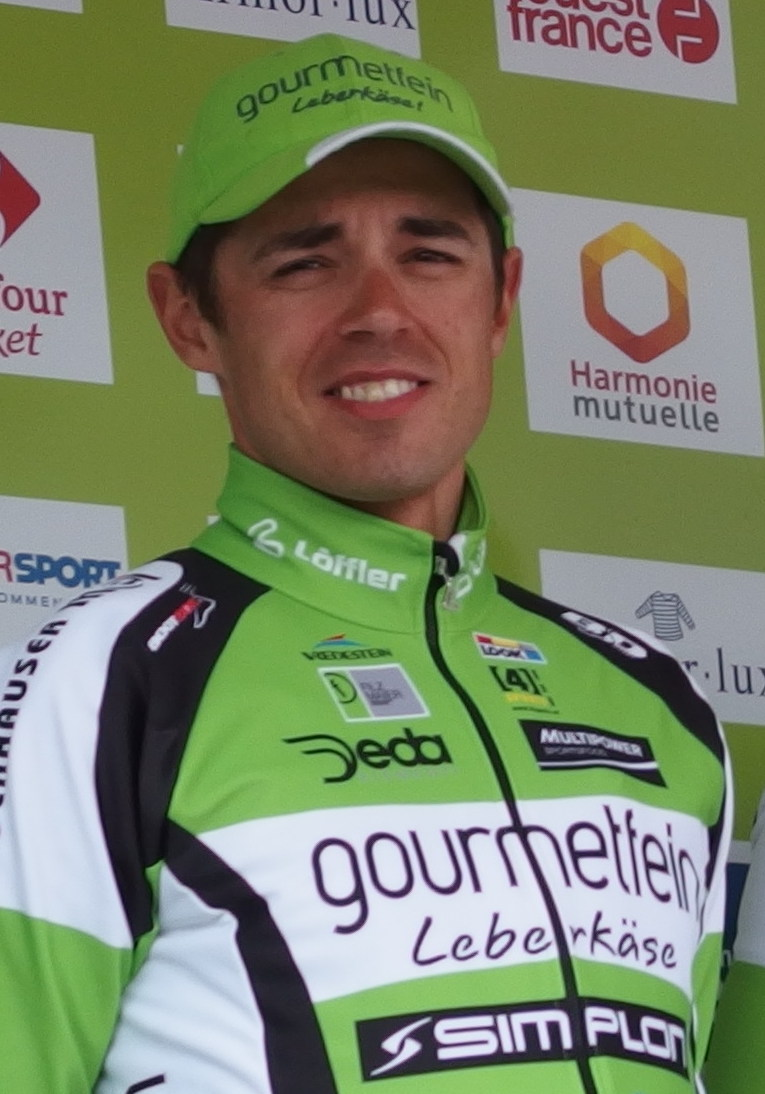
Matej Marin.
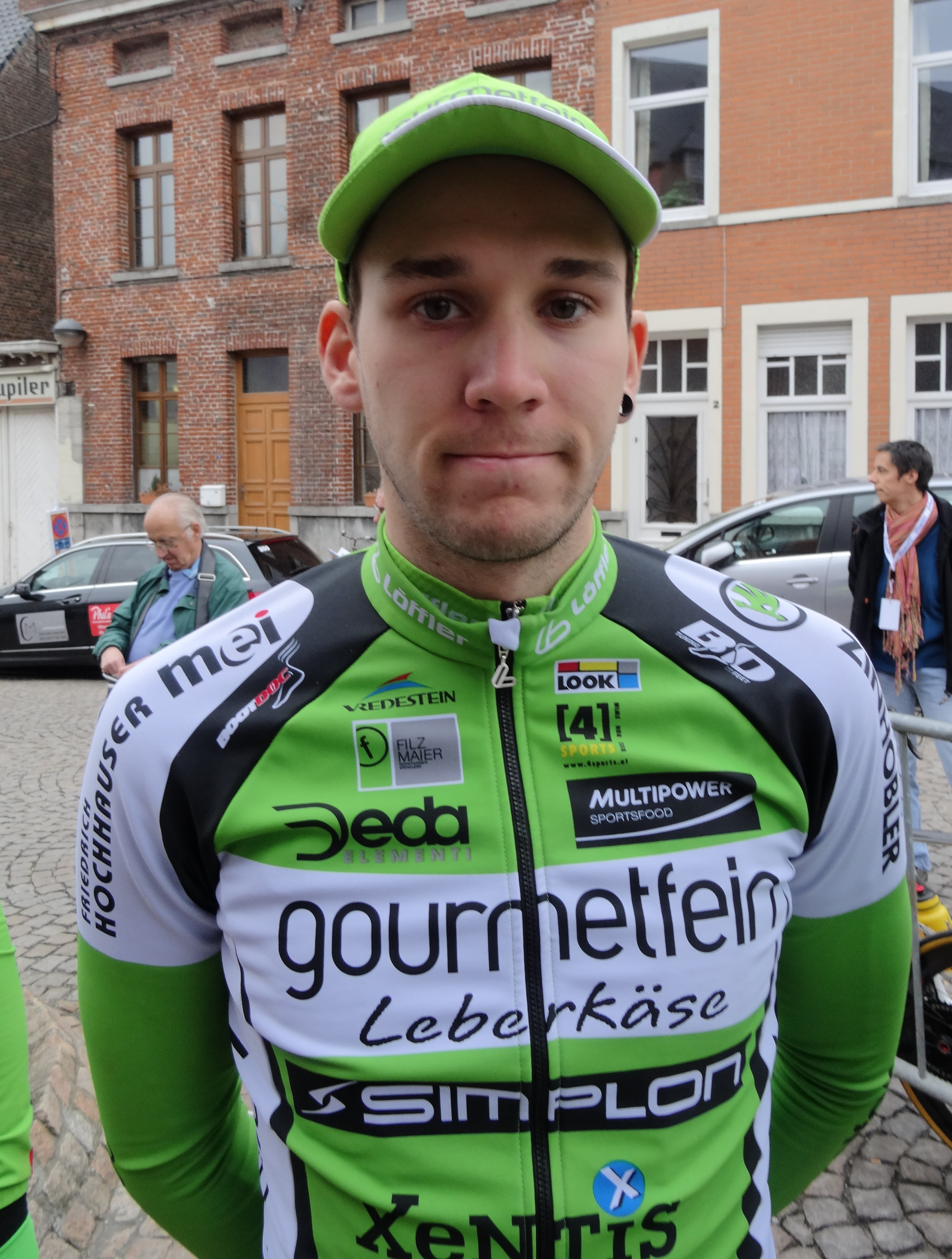
Mario Schoibl.
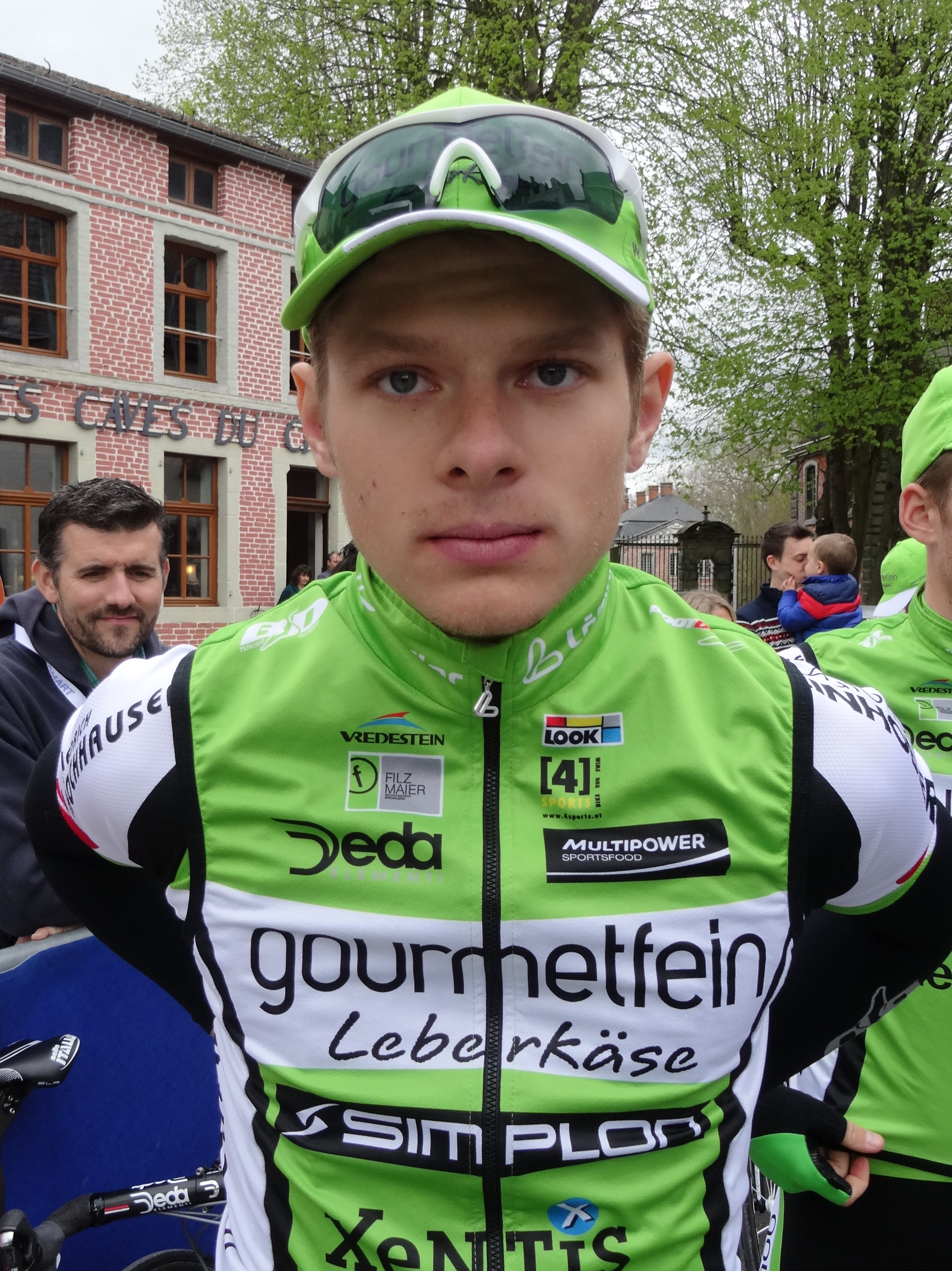
Sebastian Schönberger.
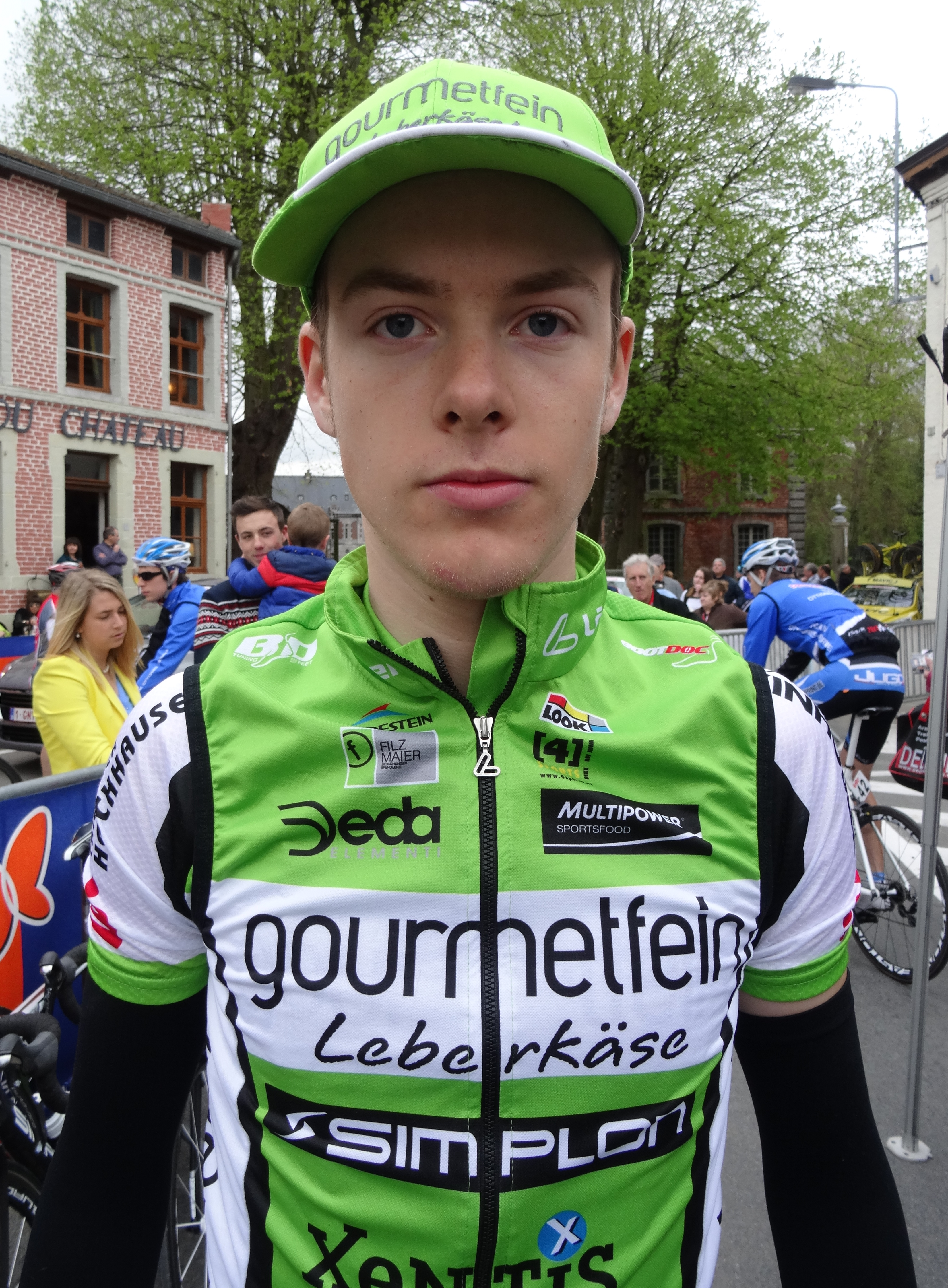
Johannes Windischbauer.
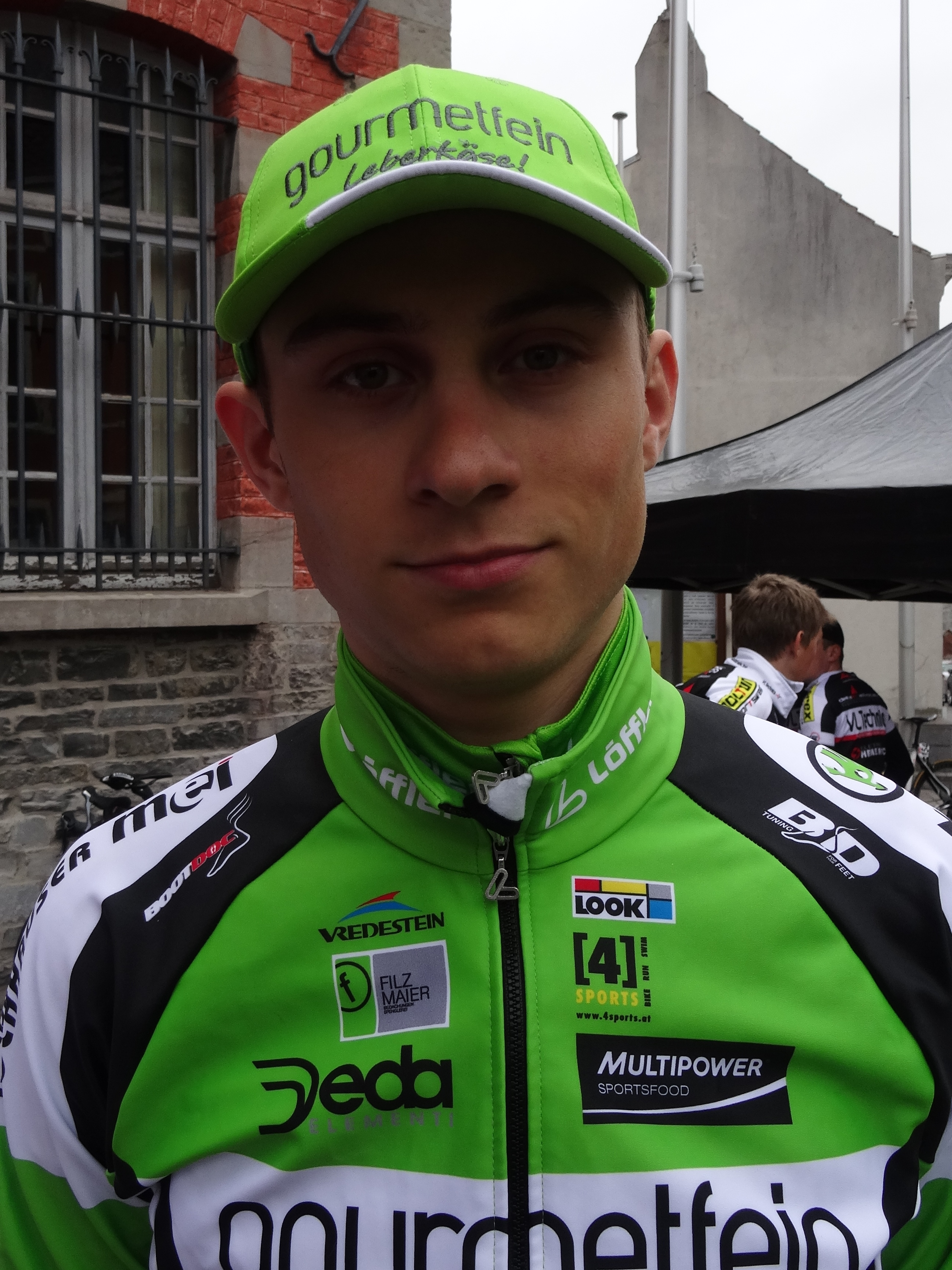
Lukas Zeller.

## Team  Felt Felbermayr en 2024
Effectif
| Effectif 2024            | Effectif 2024     | Effectif 2024 | Effectif 2024                   |
| Cycliste                 | Date de naissance | Pays          | Équipe précédente               |
| ------------------------ | ----------------- | ------------- | ------------------------------- |
| Piotr Brożyna            | 17 février 1995   | Pologne       | Voster ATS Team (2023)          |
| Josef Dirnbauer          | 27 juin 1998      | Autriche      |                                 |
| Daniel Federspiel        | 21 avril 1987     | Autriche      | Team Vorarlberg (2021)          |
| Miguel Heidemann         | 27 janvier 1998   | Allemagne     | Leopard TOGT Pro Cycling (2023) |
| Dominik Hödlmoser        | 27 septembre 2005 | Autriche      |                                 |
| Michael Kukrle           | 17 novembre 1994  | Tchéquie      | Elkov-Kasper (2022)             |
| Hermann Pernsteiner      | 7 août 1990       | Autriche      | Bahrain Victorious (2023)       |
| Jakob Purtscheller       | 9 juillet 2004    | Autriche      |                                 |
| Julian Pöchacker         | 26 novembre 1999  | Autriche      |                                 |
| Matthias Reutimann       | 15 novembre 1994  | Suisse        | Team Vorarlberg (2022)          |
| Felix Ritzinger          | 23 décembre 1996  | Autriche      | WSA KTM Graz p/b Leomo (2022)   |
| Sebastian Schönberger    | 14 mai 1994       | Autriche      | Human Powered Health (2023)     |
| Patryk Stosz             | 15 juillet 1994   | Pologne       | Voster ATS Team (2023)          |
| Tom Wirtgen              | 4 mars 1996       | Luxembourg    | Global 6 Cycling (2023)         |
| Emanuel Zangerle         | 24 septembre 2002 | Autriche      | Tirol KTM Cycling Team (2022)   |
| Riccardo Zoidl           | 8 avril 1988      | Autriche      | Team Vorarlberg (2022)          |
|                          |                   |               |                                 |
| Source : ProCyclingStats |                   |               |                                 |

Victoires
| Victoires | Victoires                                                          | Victoires | Victoires | Victoires       | Victoires |
| Date      | Course                                                             | Pays      | Classe    | Vainqueur       |           |
| --------- | ------------------------------------------------------------------ | --------- | --------- | --------------- | --------- |
| 16 mai    | 2e étape du Tour de Grèce                                          | Grèce     | 2.1       | Felix Ritzinger |           |
| 17 mai    | 3e étape du Tour de Grèce                                          | Grèce     | 2.1       | Riccardo Zoidl  |           |
| 19 mai    | Classement général, Tour de Grèce                                  | Grèce     | 2.1       | Riccardo Zoidl  |           |
| 1 juin    | 2e étape du Tour of Malopolska                                     | Pologne   | 2.2       | Felix Ritzinger |           |
| 2 juin    | Classement général, Tour of Malopolska                             | Pologne   | 2.2       | Riccardo Zoidl  |           |
| 2 juin    | 3e étape du Tour of Malopolska                                     | Pologne   | 2.2       | Riccardo Zoidl  |           |
| 14 juin   | Classement général, Tour de Maurice                                | Maurice   | 2.2       | Piotr Brożyna   |           |
| 26 juin   | 1rea étape de la Course de Solidarność et des champions olympiques | Pologne   | 2.2       | Patryk Stosz    |           |